# UFC on Versus: Vera vs. Jones
UFC on Versus: Vera vs. Jones（ユーエフシー・オン・ヴァーサス：ヴェラ・ヴァーサス・ジョーンズ、別名UFC on Versus 1）は、アメリカ合衆国の総合格闘技団体「UFC」の大会の一つ。2010年3月21日、コロラド州ブルームフィールドの1stバンク・センターで開催された。
メインイベントではブランドン・ヴェラとジョン・ジョーンズによるライトヘビー級戦が行われた。

## 大会概要
メインイベントではジョーンズがヴェラをTKOで破った。第10試合ではジュニオール・ドス・サントスがガブリエル・ゴンザーガをTKOで下し、ヘビー級タイトルへ大きく前進した。また、本大会はVersusによって無料放送された。
キャリア9戦全勝のダニエル・ロバーツがUFCデビュー。

## 試合結果

### プレリミナリィカード
第1試合 ライトヘビー級 5分3R
○  ジェイソン・ブリルズ vs.  エリック・シェイファー ×
3R終了 判定3-0（29-28、29-28、29-28）
第2試合 ウェルター級 5分3R
○  マイク・ピアース vs.  ジュリオ・パウリーノ ×
3R終了 判定3-0（30-27、30-27、30-27）
第3試合 ヘビー級 5分3R
○  ブレンダン・ショーブ vs.  チェイス・ゴームリー ×
1R 0:47 TKO（レフェリーストップ：パウンド）
第4試合 ウェルター級 5分3R
○  ジョン・ハワード vs.  ダニエル・ロバーツ ×
1R 2:01 KO（パウンド）
第5試合 ライト級 5分3R
○  ダレン・エルキンス vs.  ドゥエイン・ラドウィック ×
1R 0:44 TKO（レフェリーストップ：左足首の負傷）
第6試合 ライトヘビー級 5分3R
○  ウラジミール・マティシェンコ vs.  エリオット・マーシャル ×
3R終了 判定2-1（30-27、28-29、30-27）
第7試合 ライト級 5分3R
○  クレイ・グイダ vs.  シャノン・グジャーティ ×
2R 3:40 肩固め

### メインカード
第8試合 ミドル級 5分3R
○  アレッシオ・サカラ vs.  ジェームス・アーヴィン ×
1R 3:01 TKO（レフェリーストップ：左フック）
第9試合 ヘビー級 5分3R
○  シーク・コンゴ vs.  ポール・ブエンテロ ×
3R 1:16 TKO（ギブアップ：グラウンドの肘打ち）
第10試合 ヘビー級 5分3R
○  ジュニオール・ドス・サントス vs.  ガブリエル・ゴンザーガ ×
1R 3:53 TKO（レフェリーストップ：左フック→パウンド）
第11試合 ライトヘビー級 5分3R
○  ジョン・ジョーンズ vs.  ブランドン・ヴェラ ×
1R 3:19 TKO（レフェリーストップ：パウンド）

### 各賞
ファイト・オブ・ザ・ナイト： 該当者なし
ノックアウト・オブ・ザ・ナイト： ジョン・ハワード、ジョン・ジョーンズ、ジュニオール・ドス・サントス
サブミッション・オブ・ザ・ナイト： クレイ・グイダ
各選手にはボーナスとして50,000ドルが支給された。